# 2011 SMTOWN Winter - The Warmest Gift
『2011 SMTOWN Winter - The Warmest Gift』（2011 エスエムタウン ウィンター - ザ・ウォーメスト・ギフト）は、SMTOWNのウィンターアルバム。2011年12月13日にSMエンタテインメントよりリリースされた。

## 概要
本作は2007年以来、4年ぶりにリリースされるSMTOWNの冬のアルバム。カンタ、BoA、東方神起、TRAX、天上智喜-DANA & SUNDAY、SUPER JUNIOR、少女時代、SHINee、f(x)、張力尹（チャン・リーイン）、J-MinなどのSMエンタテインメント所属アーティストが参加している。
アルバムにはSUPER JUNIORが歌うタイトル曲「Santa U Are The One」や、暖かく幸せな冬をイメージした少女時代の新曲「Diamond」を含む7曲の新曲のほか、世界的に有名なクリスマスソング「ラスト・クリスマス」や「そりすべり」などの曲をリメイクした4曲の全11曲が収録されており、全曲を英語で収録している。

## 背景とリリース
2011年12月6日、SMエンタテインメントは、2007年以来4年ぶりとなるSMTOWNのウィンターアルバム『2011 SMTOWN Winter - The Warmest Gift』を、12月13日にリリースすると発表した。また、14日には日本でも発売されることが分かった。SMTOWNは2011年、ソウルを皮切りに、LA・東京・パリ・ニューヨーク・上海などで開催されたワールドツアーを成功させ、SMの世界的ブランド力と所属アーティストの熱い人気を確かなものにした。声援を送ってくれた全世界の音楽ファンに感謝の気持ちを伝えようと、今回のアルバムは全曲を英語で収録しているため、世界中の人々が一緒に楽しめるグローバルキャロルを誕生させることになる。
12月13日、音楽配信サイトやCDショップにてアルバムがリリースされ、リード曲「Santa U Are The One」のMVが公開された。また14日には、日本でも発売された。

## 参加アーティスト
| - KANGTA - BoA - 東方神起 - TRAX - 天上智喜-DANA & SUNDAY - SUPER JUNIOR | - 少女時代 - SHINee - f(x) - 張力尹 - J-Min |

## 収録曲
| #         | タイトル                                                           | 作詞      | 作曲・編曲 | アーティスト                            | 時間 |
| --------- | ------------------------------------------------------------------ | --------- | ---------- | --------------------------------------- | ---- |
| 1.        | 「Santa U Are the One」                                            |           |            | SUPER JUNIOR (with ヘンリー & チョウミ) | 3:34 |
| 2.        | 「Sleigh Ride」(原曲：ルロイ・アンダーソン)                        |           |            | 東方神起                                | 2:54 |
| 3.        | 「Distance」                                                       |           |            | BoA                                     | 3:29 |
| 4.        | 「Last Christmas」(原曲：ワム!)                                    |           |            | SHINee                                  | 4:37 |
| 5.        | 「Diamond」                                                        |           |            | 少女時代                                | 3:16 |
| 6.        | 「For the First Time」                                             |           |            | KANGTA                                  | 4:39 |
| 7.        | 「Like a Dream」                                                   |           |            | TRAX                                    | 3:41 |
| 8.        | 「The First Noel」(原曲：クリスマス・キャロル)                     |           |            | 張力尹                                  | 3:18 |
| 9.        | 「1,2,3」                                                          |           |            | f(x)                                    | 4:20 |
| 10.       | 「Amazing」                                                        |           |            | 天上智喜-DANA & SUNDAY                  | 4:55 |
| 11.       | 「Happy X-mas (War Is Over)」(原曲：ジョン・レノン & オノ・ヨーコ) |           |            | J-Min                                   | 3:37 |
| 合計時間: | 合計時間:                                                          | 合計時間: | 42:20      |                                         |      |

## ミュージックビデオ
アルバムのリリース当日に、リード曲「Santa U Are The One」のPVがSUPER JUNIORの公式ホームページ・SMの公式YouTubeチャンネル・Facebookを通じて公開された。映像には、自然な雰囲気のSUPER JUNIORメンバーのジャケット撮影やレコーディングの様子が描かれている。

## リリース歴
| 地域 | 日付           | 規格 | レーベル  |
| ---- | -------------- | ---- | --------- |
| 韓国 | 2011年12月13日 | CD   | SM / KMP  |
| 世界 | 2011年12月13日 | 配信 | SM / KMP  |
| 日本 | 2011年12月14日 | CD   | avex trax |